# Cantó de Boulogne-Billancourt-Nord-Est
El cantó de Boulogne-Billancourt-Nord-Est és un antic cantó francès del departament dels Alts del Sena, que estava situat al districte de Boulogne-Billancourt. Comptava amb part del municipi de Boulogne-Billancourt.

## Municipis
- Boulogne-Billancourt (part)

## Història
| Data d'elecció                           | Identitat                | Partit           | Qualitat |
| ---------------------------------------- | ------------------------ | ---------------- | -------- |
| 1967-1988                                | Georges Gorse            | UDR, després RPR |          |
| 1988-2001                                | Gérard de Vassal         | CNI              |          |
| 2001-2008                                | Pierre-Christophe Baguet | UDF, després UMP |          |
| 2008-                                    | Marie-France de Rose     | UMP              |          |
| les dades anteriors no són pas conegudes |                          |                  |          |
|                                          |                          |                  |          |

## Demografia
| A partir de 1990: Població sense dobles comptes |